# Fire & Ice
《Fire & Ice》는 1992년 2월 7일, 엘렉트라 레코드를 통해 발매된 스웨덴의 기타리스트 잉베이 말름스틴의 여섯 번째 스튜디오 음반이다. 이 음반은 일본 오리콘 차트에서 1위를 차지했고, 미국 빌보드 200에서 121위에 올랐으며, 네덜란드, 스웨덴, 스위스에서 90위 안에 들었다.

## 평가
| 전문가 평가 | 전문가 평가 |
| 평가 점수   | 평가 점수   |
| 출처        | 점수        |
| ----------- | ----------- |
| AllMusic    | [ 4 ]       |

올뮤직의 스티브 휴이는 "말름스틴이 초기 작품의 헤비 바로크 영향력으로 돌아갔을 때 가장 성공적이었다"며 "여기엔 하드코어인 잉베이 팬들을 기쁘게 할 훌륭한 더 긴 곡들이 있다"고 5개 중 3개의 별을 《Fire & Ice》에게 주었다. 그는 이 음반의 싱글 〈Teaser〉를 "라디오 록을 찌르는 결점"이며 "말름스틴이 기타에 나오는 일반적인 진부한 헤어 메탈 노래"처럼 들린다고 비판했다.

## 곡 목록
모든 곡들은 특별한 언급이 없는 한 잉베이 말름스틴과 괴란 에드먼에 의해 작사/작곡하였다.
| #   | 제목                          | 작사·작곡 | 재생 시간 |
| --- | ----------------------------- | --------- | --------- |
| 1.  | 〈Perpetual〉 (기악)          | 말름스틴  | 4:14      |
| 2.  | 〈Dragonfly〉                 |           | 4:49      |
| 3.  | 〈Teaser〉                    |           | 3:29      |
| 4.  | 〈How Many Miles to Babylon〉 |           | 6:10      |
| 5.  | 〈Cry No More〉               |           | 5:17      |
| 6.  | 〈No Mercy〉                  | 말름스틴  | 5:32      |
| 7.  | 〈C'est La Vie〉              |           | 5:19      |
| 8.  | 〈Leviathan〉 (기악)          | 말름스틴  | 4:24      |
| 9.  | 〈Fire and Ice〉              |           | 4:31      |
| 10. | 〈Forever Is a Long Time〉    |           | 4:28      |
| 11. | 〈I'm My Own Enemy〉          |           | 6:09      |
| 12. | 〈All I Want Is Everything〉  | 말름스틴  | 4:02      |
| 13. | 〈Golden Dawn〉 (기악)        | 말름스틴  | 1:28      |
| 14. | 〈Final Curtain〉             | 말름스틴  | 4:46      |

| #   | 제목             | 작사·작곡 | 재생 시간 |
| --- | ---------------- | --------- | --------- |
| 15. | 〈Broken Glass〉 | 말름스틴  | 4:02      |

## 인증
| 국가                       | 인증 | 판매량/출하량 |
| -------------------------- | ---- | ------------- |
| 일본 (RIAJ)                | 골드 | 100,000^      |
| ^출하량을 기반으로 한 인증 |      |               |